# Connubio Rattazzi-Cavour

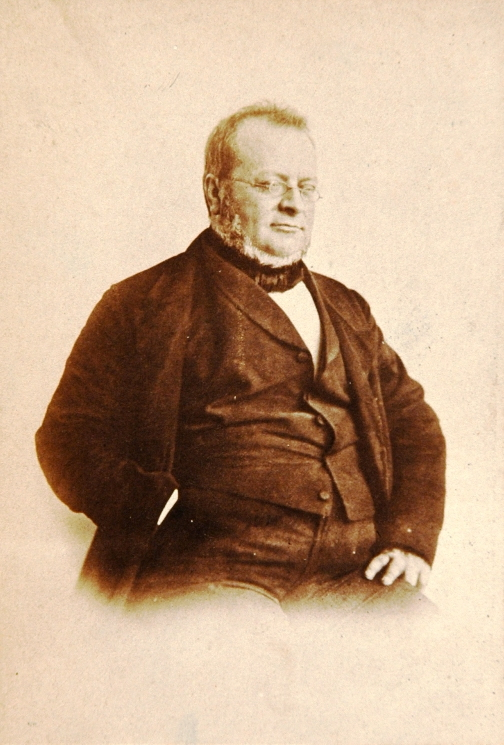
Cavour, Ministro delle Finanze del Piemonte all'epoca del “connubio”.

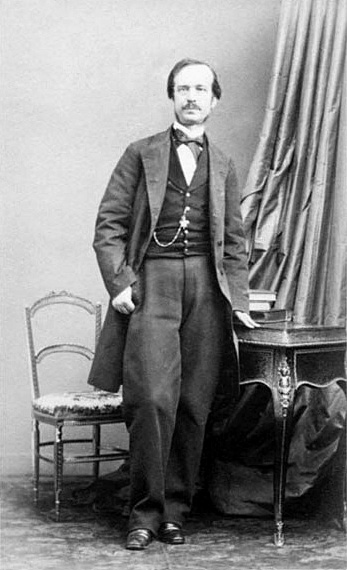
Urbano Rattazzi, nel 1852 capo del Centrosinistra.

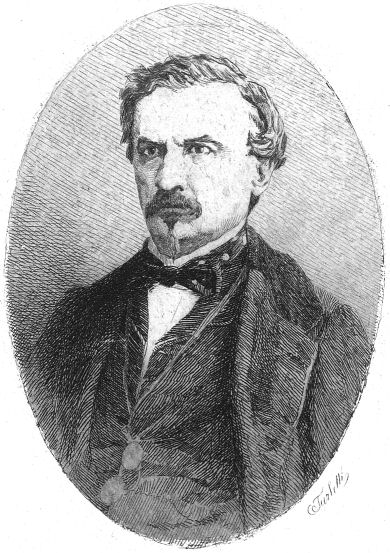
Michelangelo Castelli, mediatore per Cavour.

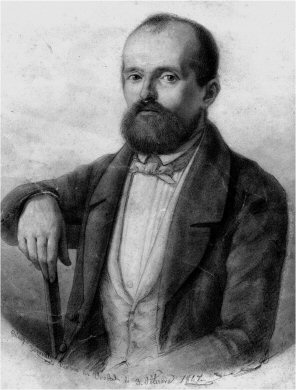
Domenico Buffa, mediatore per Rattazzi.

Connubio Rattazzi-Cavour è un'espressione che indica - nella storia d'Italia - l'accordo politico del febbraio 1852 tra due schieramenti del Parlamento Subalpino, quello della Destra liberale capeggiato da Cavour, e quello della Sinistra moderata, guidato da Urbano Rattazzi.
L'accordo fu ostacolato sia dal Presidente del Consiglio di Centrodestra allora in carica, D’Azeglio, sia dal Re di Sardegna Vittorio Emanuele II. Cavour si dovette dimettere da ministro ma il suo primo governo, che si formerà nel novembre successivo, si baserà sulle forze del "Connubio" per attuare una politica liberale.

## La crisi francese
Il 2 dicembre 1851, per un colpo di Stato ordito da Luigi Napoleone Bonaparte, cadeva la Seconda Repubblica francese e si instaurava a Parigi un governo autoritario. La Rivoluzione del 1848 che aveva minacciato l'Europa e il Piemonte sembrava sconfitta là dove aveva avuto origine.
Alla luce di questi avvenimenti, a Torino si verificò il rischio di un analogo spostamento autoritario della politica del governo di centrodestra capeggiato dal liberale Massimo d'Azeglio, nonostante il fatto che la destra avesse perso consensi nel Paese a causa della sua politica a favore della Chiesa.
Ministro delle Finanze (e dell'Agricoltura e commercio) era Cavour. Costui, per prevenire lo schieramento di destra e all'insaputa di D'Azeglio, alla vigilia del dibattito sulla modifica alla legge sulla stampa, diede il via ad un'operazione di avvicinamento al Centrosinistra.

## L'accordo
L'accordo fu sancito da un incontro fra Cavour e il capo del Centrosinistra Urbano Rattazzi, presenti erano Domenico Buffa (1818-1858) e Michelangelo Castelli. Le basi dell'intesa furono assai semplici: abbandono delle ali estreme del Parlamento, sia di destra che di sinistra, e confluenza del Centrodestra e del Centrosinistra su di un programma liberale di difesa delle istituzioni costituzionali e di progresso civile e politico.
La storica definizione di "Connubio" fu coniata dal deputato di destra Thaon di Revel, allorché Cavour svolse un ruolo chiave nella manovra parlamentare che fece saltare i piani di un governo conservatore guidato dallo stesso Revel. Ciò innescò la rottura dei rapporti fra Vittorio Emanuele II e le forze del conservatorismo clericale.

## La legge di attuazione dell'art. 25 dell'Editto sulla stampa
L'occasione per una prima verifica dell'intesa fu la votazione della legge di attuazione dell'art. 25 dell'Editto sulla stampa del 1848, riguardante l'azione penale per il reato di diffamazione a mezzo stampa verso sovrani e capi di governi esteri. La Destra aveva chiesto un irrigidimento della norma, Cavour propose invece piccoli ritocchi alla legge che non ne alterassero il fondamento della libertà.
Il 5 febbraio 1852, dopo aver incassato il passo indietro della Destra, il conte prese atto del sostegno del Centrosinistra e annunciò che era pronto a rinunciare ai voti della Destra. Fece un grande discorso in Parlamento, fra i suoi più importanti, che fu tutto incentrato sulla difesa della libertà di stampa.
Il 10 febbraio la legge di attuazione, composta da un articolo, fu approvata dalla Camera con 100 voti a favore e 44 contrari. I deputati della Destra votarono a favore con quelli del Centrodestra di Cavour; quelli del Centrosinistra e della Sinistra dispersero i loro voti fra favorevoli e contrari. I deputati di questi due ultimi schieramenti decisero infatti singolarmente rispetto al "connubio", in considerazione anche delle dichiarazioni di Rattazzi sulla necessità di combattere la legge (in senso progressista).

## Rattazzi presidente della Camera
Nuovi equilibri andavano, tuttavia, creandosi: ci fu un rimpasto di governo a favore di Cavour e il 4 marzo 1852 il “connubio” dette la prima vera prova della sua consistenza facendo eleggere Rattazzi a vicepresidente della Camera.
Deceduto nel frattempo il presidente della Camera Pier Dionigi Pinelli, il 23 aprile 1852, Cavour promosse la candidatura di Rattazzi anche per la presidenza. L'11 maggio, con notevoli difficoltà, alla terza votazione, Rattazzi fu eletto Presidente della Camera con 74 voti, contro i 52 del rivale Carlo Bon Compagni di Mombello che raccolse i voti della destra, di alcuni della sinistra e quelli degli uomini più vicini al Presidente del Consiglio D’Azeglio.
Costui, si trovava ormai in rotta di collisione con il suo intraprendente ministro Cavour e anche Vittorio Emanuele II sembrò non gradire lo spostamento dell'asse politico verso sinistra. La mattina dello stesso 11 maggio 1852, infatti, il re fece sapere di essere contrario all'elezione di Rattazzi. A questa dichiarazione si aggiunsero il giorno dopo le dimissioni di D'Azeglio.

## Cavour Presidente del Consiglio
Vittorio Emanuele, il 16 maggio 1852, apparve disposto ad affrontare una crisi dell'intero governo e si dimostrò favorevole a D’Azeglio che ebbe l'incarico di formare una nuova compagine. Cavour fu sostituito al Ministero delle Finanze da Luigi Cibrario, mentre Bon Compagni andò alla Giustizia e, ad interim, all'istruzione, sostituendo Filippo Galvagno e Luigi Farini rispettivamente.
L'esecutivo appena varato si rivelò subito debole e per gli uomini del “Connubio”, nel quale convergeva ormai il liberalismo piemontese più moderno, l'obiettivo di portare Cavour alla testa del governo divenne il fine strategico. Per questo fine la rottura con D'Azeglio aveva costituito la premessa indispensabile.
Il 4 novembre 1852, Cavour, a capo di una coalizione liberale nata dal “Connubio” e forte di un importante consenso, venne finalmente nominato, per la prima volta, Presidente del Consiglio.